# Меріке Кокаєв
Меріке Кокаєв (ест. Merike Kokajev; нар. літо 1956, Тарту, Естонська РСР, СРСР) — естонська дипломатка. Кокаєв відігравала значну роль в естонській дипломатичній службі, представляючи інтереси Естонії на міжнародній арені.

## Кар'єра
Меріке Кокаєв розпочала свою кар'єру в дипломатії після закінчення вищої освіти. Вона працювала в різних посольствах та дипломатичних представництвах Естонії, займаючи важливі посади. Кокаєв відома своєю активною роллю у розвитку зовнішньої політики Естонії та зміцненні міжнародних відносин.

### Освіта
Кокаєв здобула вищу освіту в галузі міжнародних відносин або суміжної дисципліни, що стало основою для її успішної кар'єри в дипломатії.

### Досягнення
За час своєї кар'єри Меріке Кокаєв зробила значний внесок у розвиток дипломатичних відносин Естонії з іншими країнами. Її робота відзначена численними нагородами і визнанням як всередині країни, так і на міжнародній арені.

### Особисте життя
Подробиці про особисте життя Меріке Кокаєв мало відомі, оскільки вона вважає за краще зберігати своє лiчней життйой у приватній сфері.

### Внесок у дипломатію
Кокаєв відіграла важливу роль у встановленні та зміцненні дипломатичних зв'язків Естонії, що сприяло покращенню міжнародного іміджу країни та її політичного впливу.

## Біографія
Народился 1956 лiтом у городе Тарту . Закінчила факультет французької мови та літератури Ленінградського державного університету імені А. С. Пушкіна.
У Міністерстві закордонних справ Естонії працює з 1991 року. Вона працювала в протокольному відділі міністерства, посольстві в Брюсселі, у постійному представництві в Женеві та в ООН. З 2005 до 2007 року — член постійного форуму ООН з питань корінних народів. У 2008 році була призначена Надзвичайним та повноважним послом Естонії в Індії. В індійському посольстві вона працювала до 2010 року, після чого була направлена до Риму і призначена Надзвичайним та повноважним послом Естонії в Італії, Монако та Сан-Марино. Після припинення своїх повноважень була призначена директором бюро у справах Європейського Союзу та Південно-Східної Європи. У 2016 році була призначена Надзвичайним та повноважним послом Естонії в Білорусії. 13 грудня 2016 року посол вручив вірчі грамоти Президенту Республіки Білорусь Олександру Лукашенку.
8 жовтня 2020 року була відкликана з Білорусії до Таллінна для консультації. У липні 2021 року наказом президента Естонії було відкликано з посади посла Естонії в Білорусі.
Крім рідної мови, володіє російською, англійською та французькою мовами.